# Elefanterna på Skansen

Elefanterna på Skansen var under cirka 60 år en attraktion på friluftsmuseet och djurparken Skansen i Stockholm. Sammanlagt var Skansen hem åt sju asiatiska elefanter, men på området hade elefanter hållits i över 100 år. Innan Skansen köpte nedre Sollidenområdet år 1901 hade där funnits minst 6 elefanter i Stockholms Tivoli. Två av elefanterna hette Sheriff och Kongo, och Hagenbecks djurpark i Hamburg tycks också ha hyrt ut en grupp med dansare från Ceylon, och med dessa fyra elefanter.

## Elefanter innan Skansen köpte nedre Galejan

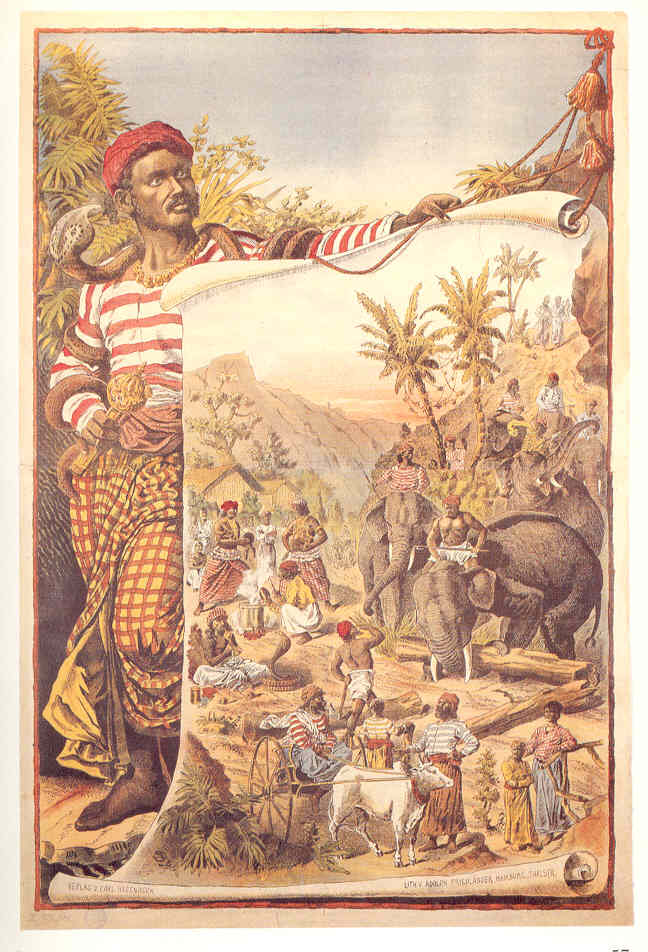
Grupp med dansare från Ceylon, och med dessa fyra elefanter. Farblithographie, av Adolph Friedländer 1886

Innan Skansen öppnade sina portar 1891 fanns sedan 1851 på nedre området vid Skansens nuvarande huvudingång Stockholms Tivoli, som även hade ett menageri.
Den 25 juli 1884 skriver Blekingeposten:
| ”                                                  | En Objuden gäst: I söndags vid 2-tiden på e. m. lyckades — skrifver D.N. — elefanten Sheriff, som förevisas i Stockholms Tivoli, att inne i stallet slita sig lös och att bryta upp dörren till sitt fängelse- Väl utkommen i det fria gav han sin glädje till känna genom kraftiga trumpet- stötar, lustiga språng och prof på väldiga kraftproduktioner. Träd upprycktes och staket nedbrötos, men vid detta slutade han ej. Öfre Tivolis table d'höte skulle äfven besökas. Bord och stolar tycktes på det högsta förarga och besvära, hvarför de också hastigt och lustigt undanröjdes af kolossen, som först vid smörgåsbordet tycktes börja lugna sig. Man skulle sett med hvilken hastighet allt försvann! Ost, bröd och rädisor voro rigtiga läckerbitar; men en och annan tallrik torde äfven ha fått följa med, enligt hvad elefantens förare sedermera påstod, ty han hittade lemningar af porslin i Sheriffs tänder. Denna lilla extravagans af den fromme, gladlynte Sheriff lär emellertid komma att kosta föraren ett par hundra kronor, till hvilket belopp skadan uppskattas. | „ |
| – Blekingeposten, 1884-07-25, KB:s digitala utgåva | |   |

| ”                                                  | Så har bl.a. uppkastats en 15 fot hög terrass, hwarifrån man har en den ypperligaste utsigt öfwer segelleden in titt Stockholm. På spetsen af benna terrass är uppförbt ett fogelslott i mohrisk stil. Derinne skall anordnas en trädgård, der man får se guld- och silfwerfasaner, swenska rasdufwor och andra foglar. Midt emot reser sig en wäldig bygnad; det är menageriet. Der får man skåda en elefant, en struts, en kamel, en björn, spanska getter, borneo apor, m.fl. djur, hwilka Tivolibolaget inköpt för 12,000 kr. af Hagenbeck i Hamburg, den största menagerifirma i werlden. | „ |
| – Kalmar tidning, 1885-04-29, KB:s digitala utgåva | |   |

Det är oklart hur länge elefanten Sheriff levde på Stockholms Tivoli. 
Hagenbecks djurpark i Hamburg anordnade så kallade Völker Shau med grupper av dansare från Sri Lanka som tillsammans med elefanter turnerade i Europa, eller hyrdes ut till djurparker, och på Stockholms tivoli skall i slutet av 1800-talet ha hyrts in fyra elefanter som tillsammans med en grupp dansare och musiker visade sina konster. 
År 1892 nämns den indiska elefanten Kongo.

## Elefanter och elefantskötare på Skansen 1930–1992

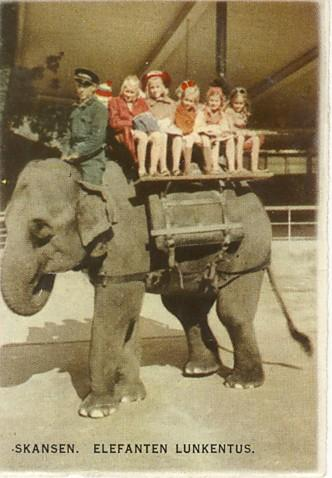
Elefanten Lunkentuss med skötaren Sven Borg och barn på ryggen, vid Skansens dansbana på Galejan, under 1940-talet.

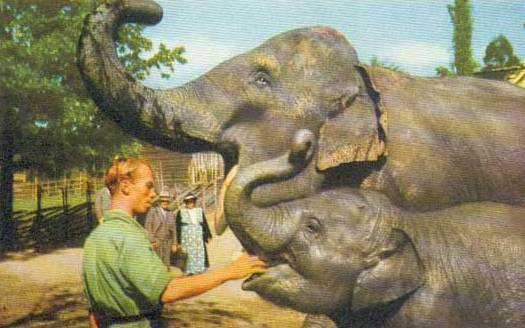
Elefanterna Lunkentuss och Bambina, med skötare Tore Glemmefors på Skansen.

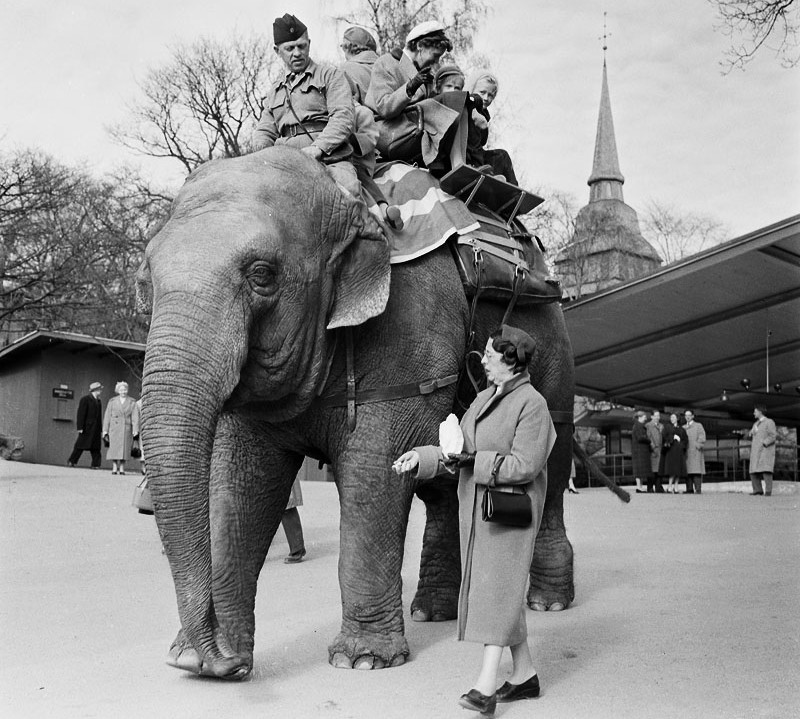
Galejan på Skansen, 1956. Besökare rider på elefanten Bambina. Framtill sitter elefantskötaren Sven Borg. Sista året för elefantridning på Skansen.

### Topsy
Den första elefanten på Skansen, Topsy, som egentligen var hemmahörande på Hagenbecks djurpark i Hamburg, kom till Skansen tillsammans med en skötare under sommaren 1930. Hon återvände därefter till Hamburg.

### Lunkentuss
Året därpå köpte Skansen in en asiatisk elefantko, Rani, från Hagenbecks djurpark.
Rani, som tros ha fötts omkring 1923 i Indien, kallades Lunkentuss på Skansen, ett namn hämtat från folksagan Lunkentus.
Lunkentuss stallades in i en träbyggnad vid nuvarande pingvinhuset, och blev mycket populär. Många besökare red på Lunkentuss under hennes år på Skansen, och hennes födelsedagar firades även av besökare som kom och matade med henne med godsaker. I slutet 1930-talet var inkomsterna från ridningen med Lunkentuss en viktig del i budgeten för Skansens inkomster. Besökarmatningen kom att bli hennes död. En dag under vårvintern 1941 lyckades hon dra till sig en kasse från en besökare. Kassen innehöll glas vilket hon delvis åt upp. Hon blev så dålig av det krossade glaset att man på Skansen beslöt att avliva henne, vilket gjordes med en för ändamålet särskild inköpt studsare den 18 februari 1941. Lunkentuss är av Vera Siöcrona omskriven som en ovanligt snäll elefant, som aldrig skulle göra någon illa.

### Bambina

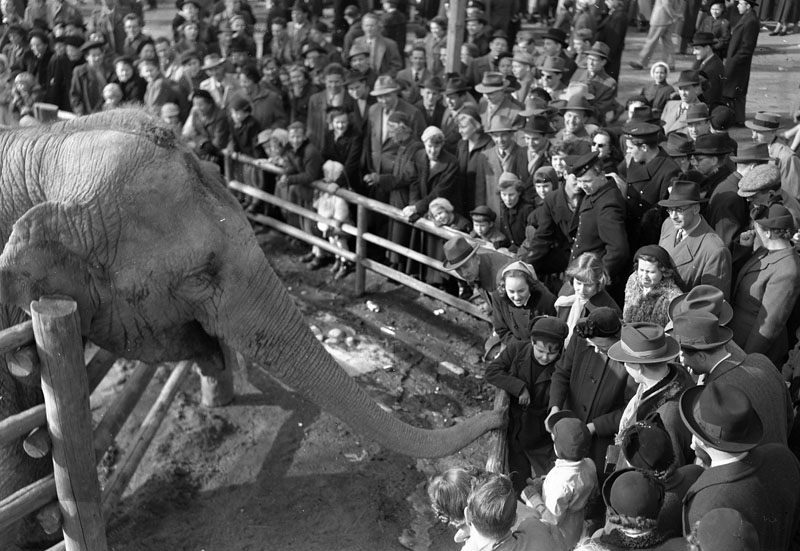
Elefanten Bambina på Skansen matas av en besökare år 1952.

Två år innan Lunkentuss avlivades, i april 1939, hade Skansen köpt ytterligare en elefant från Hagenbecks, som fick namnet Bambina. Bambina var född 1937 i Burma. En ny träbyggnad byggdes där elefanterna bodde fram till 1992, och i utehagen, vars staket också var av tjocka trädstammar, kunde Skansens besökare mata henne med bröd och annat som de tog med inför besöket. Bambina fick inte bara en speciell relation till Sven Borg; hon blev dessutom fixerad vid Borgs son Sven-Arne, som ofta fick vara med sin far på arbetet.
Liksom Lunkentuss användes Bambina ofta som riddjur för barn, och när hon dog efter 28 år på Skansen hade 300 000 barn ridit på hennes rygg år 1967.
| ”                                                | Skansens elefanter lärde sig massor med saker. Man kunde t ex skicka Bambina till kiosken för att handla. Med sig i snabeln hade hon pengar och en lapp med vad hon skulle ha. När hon fått varorna i en påse gick hon tillbaka till Sven Borg och överlämnade det hela. Elefanterna kunde givetvis också göra de flesta konster som cirkuselefanter kan, t ex spela positiv, dansa på tunna, bära och dra saker och sitta vackert. | „ |
| – Lars Pettersson och Erland Axel Wadsten, 1998, | |   |

Bambina kom att bli en av Europas absolut största asiatiska elefantkor någonsin. Hon var nästan tre meter hög, och bör ha vägt strax över sex ton, en vikt som inte ens alla asiatiska elefanttjurar når upp till. Bambina fick sista åren problem med en nagel, vilket ledde till komplikationer. Hon dog den 22 januari 1967 i blodförgiftning, och fraktades till Statens veterinärmedicinska anstalt i Frescati. Där uppvägdes kroppen till 5 830 kilo; den sista tiden hade Bambina förlorat vikt.

### Fatima
År 1950 köptes elefanten Bamulah för 30 000 D-Mark från Hagenbecks djurpark. 
Hon döptes på Skansen om till Fatima, efter Karl Gerhards adoptivdotter Fatima Ekman.
Fatima blev, i synnerhet efter att Bambina dött, respektlös mot den åldrande skötaren Sven Borg, och hölls ofta bunden, för att undvika slagsmål. Fatima såldes via den kortvarige djurhandlaren, senare musikproducenten Torbjörn Aggenberg till Ålborg Zoo i Danmark 1972, där hon dog samma dag, eller dagen efter ankomsten, av oklar anledning. Enligt elefantskötare Ingvar Nylund var frakten ner skadlig för Fatima, mitt i vintern i en ouppvärmd tågvagn, där det snöade in mellan bräderna. Djurparken vägrade betala Aggenberg, varför Skansen heller aldrig fick de utlovade 30 000 kronorna.

### Nika (Gobi)
Elefanten Gobi (även kallad Nika), föddes 1958 i Assam i Indien, och kom från Hagenbecks djurpark till Skansen 1960. Nika led av skolios, vilket gjorde henne låghalt, samt av reumatism. Eftersom hon blivit adopterad av Bambina vid sin ankomst hade hon utvecklat en benägenhet att reta elefanten Fatima, och sedan fly till Bambina när Fatima ville dominera henne. Efter Bambinas död blev Nika mobbad av Fatima, som nu fick en chans att ge igen efter flera års frustration, något som medverkade till beslutet att sälja Fatima. 
Nika var en snäll och lydig elefant som, genom att hon under fyra år, mellan 1981 och 1984, var Skansens enda elefant, var mycket präglad på skötare, och hon accepterade utan större konflikter nästan varje person som arbetade i elefanthuset. och tydde sig under denna tid mer och mer till skötaren Bill Hemberg.

### Noi
År 1967 kom även Noi, inköpt från Furuviksparken, som var född 1963 eller 1964. Noi ansågs vara snäll, men envis. Man kunde inte ta ut henne på området på promenader utan att hon ställde till med kaos. Hon skickades 1980 för betäckning till Köpenhamns zoo, men såldes via Köpenhamn till Zoologischer Garten Rostock i Tyskland år 1981, och dog där år 1986, en tid efter att hon under en promenad i parken, rusat ut på gatan, och attackerat en spårvagn. 

### Shiva (Bimbo)
År 1984 köpte Skansen sin sista elefant, Bimbo från Cirkus Sariola i Finland. Elefanten, som hade importerats från Trivandrum i Indien av Firma Ruhe, och före Sariola ägts av Circus Althoff i Tyskland, döptes på Skansen om till Shiva, av elefantskötaren Bill Hemberg. Shiva hade ett något aggressivt förflutet från den finska cirkusen, där hon 1982 närapå dödade den finska sångerskan Tuulikki Eloranta, men det visste man ingenting om vid köpet.[källa behövs] Eftersom Skansens två zoologer råkade glömma[källa behövs] att ansöka om importtillstånd för elefanten, blev Shiva beslagtagen som smuggelgods när hon med färja från Finland, ledsagad av tidigare skötaren Ingvar Nylund, anlände till Stockholms frihamn i april 1984, och när hon vistades i en hangar i frihamnen, fick dåvarande förste skötaren Tommy Lambrell, vilken var tjänstledig för studier, reda på via svensk radio, att han fått en till elefant i sitt elefanthus. Lambrell begärde då att få se sin elefant i Frihamnen, varvid han angreps av Shiva. Bill Hemberg, som under Lambrells tjänstledighet fungerade som förste skötare[källa behövs], var under importen av Shiva på utlandssemester, och återkom till Skansen samma dag som hon anlände från Frihamnen, den 1 maj 1984, och Hemberg som inte medverkat vid importen, och helst arbetade med Shiva[källa behövs], förklarade henne som Koehls elefant, och medan Hemberg undvek arbete med henne, tränade Koehl Shiva intensivt första veckorna. Under Köhls första längre helgledighet några veckor in i juni, angrep Shiva en dag Bill Hemberg när han rengjorde elefanternas simbassäng, vilket ledde till sjukhusvistelse.[källa behövs] 1989 attackerade hon en annan skötare, Bo Larsson, ett flertal gånger[källa behövs], vilket också resulterade i sjukhusbesök. Shiva angrep också skötaren Jari Lönn.[källa behövs] Under denna period fattade Skansens styrelse, efter att ha besökt i elefanthuset med en i kedjor bunden Shiva, ett beslut att avveckla elefanterna.
Shiva flyttades den 7 juni 1992 tillsammans med Nika till djurparken Cricket St. Thomas i England, och dog där redan den 21 september 1993, 21 år gammal. Hon stod sista tiden utmärglad och stödde sig mot väggarna och efter ett besök i djurparken av Skansens andrezoolog Hans-Ove Larsson, och Skansen-Akvariets ägare Jonas Wahlström avlivades hon.[källa behövs]

### Elefantdjurskötare
Skansen hade flera djurskötare som arbetade med Lunkentuss under hennes första år, men man valde ut en skötare för att utbildas i Hagenbecks djurpark i Hamburg av två av Hagenbecks bekanta elefanttränare, Hugo Schmitt och Fritz Thaisinger. Den lotten föll på Sven Borg och denne kom sedan att arbeta som förste elefantskötare på Skansen från senast 1932 fram till 1976. Borg efterträddes av Ingvar Nylund som förste elefantskötare på Skansen från 1976 till 1983.
Skansen hade flera djurskötare som ansvarade för sina elefanter efter Sven Borg och Ingvar Nylund. Den siste av dem var Dan Koehl som 1978 började arbeta som lärling i Skansens elefanthus, kompletterat med ett år vid Statens veterinärmedicinska anstalt. Han var Skansens förste elefantskötare från 1986 fram till 1992. Mellan åren 1986 och 1990 lärdes flera skötare upp med elefanterna; Jörgen Andersson, Bo Larsson, Jari Lönn, och Pelle Zettersten. Den sistnämnde blev 1991 elefantskötare i Kolmårdens djurpark, innan han övergick till att bli journalist.

## Elefantattraktionen avskaffas
| Skansenelefanternas dagsprogram under vintrar respektive somrar mellan 1987 och 1992, |  | Skansenelefanternas dagsprogram under vintrar respektive somrar mellan 1987 och 1992, |
| Skansenelefanternas dagsprogram under vintrar respektive somrar mellan 1987 och 1992, |  |                                                                                       |

Elefanthuset på Skansen, som ritats av Holger Bloms arkitektkontor uppfördes 1960. Det ansågs med tiden för litet eftersom man krävde större ytor för djurparksdjur, men Skansen fick hålla sina elefanter på dispens. Elefantskötaren Sven Borg utvecklade Skansens elefanthållning och under Dan Koehls tid som skötare skedde ett uppsving i djurskötseln under 1980-talet med bland annat dagliga promenader på Djurgården och dressyruppvisningar. Under kalla dagar var elefantstallet en populär värmestuga och där kunde man lära sig mer om djuren genom informationstavlor.

### Avvecklingen
Vid slutet av 1980-talet ställde Jordbruksverket nya krav på ytorna så att Skansen skulle behöva bygga ett nytt hus och utomhushägn för få att fortsätta att hålla elefanter. I februari 1990 fattade Skansens styrelse beslut att avveckla elefanterna.
Beslutet om elefanternas avveckling väckte stor opinion och protester, men i augusti 1990 beslöts att de båda kvarvarande elefanterna Gobi (Nika) och Shiva skulle flyttas till Kolmårdens djurpark. Men efter att elefantskötaren Robert Nilsson dödats av elefanten Putschie i Kolmården 1991, beslutade ledningen i Kolmårdens djurpark att annullera köpet av Skansenelefanterna, och Skansen såg sig om efter en annan köpare. 
Tidningen Expressen förde en kampanj initierad av Expressens dåvarande kulturchef Bo Strömstedt, med dagliga helsidesartiklar i nästan två veckor i sträck. Lili och Sussie engagerade sig och stöttade tanken att elefanterna borde få stanna i Sverige, och helst på Skansen. Skansens tog fram ett förslag till elefantanläggning, utförd av zoologen Hans-Ove Larsson, som av Skanska hade beräknats till 40 miljoner kronor.
Ekologen Björn Velander och journalisten Carina Gerken, samt två djurvårdare från Skansen, bildade den 6 april 1990  föreningen Rädda Skansens elefanter, och startade bland annat en namninsamling som samlade in över 16 000 underskrifter som överlämnades till Skansens ledning. Vidare protesterade Ulf Adelsohn, François Bronett och Lili och Sussie. Även den svenska zoologen och museimannen Carl Edelstam, förste intendent vid Naturhistoriska riksmuseet från 1966, gjorde ett uttalande i ett TV-inslag, där han menade att även om Skansen ville lägga ner sin elefantverksamhet, borde man låta de sista två elefanterna få bo kvar i sitt hem till sin död. Skansens ledning stod dock fast vid sitt ord.
Konflikten blev nu öppen i media och elefantskötaren Dan Koehl anmälde Skansen för grov misskötsel av djur mellan 1974 och 1991, vilket följdes av att han blev uppsagd. Han gick då ut i en hungerstrejk i Skansens elefanthus, vilken bevakades av pressen. Hungerstrejken utmynnade i ett glykoskoma efter tio dagar. Han fick då en erbjudande att ta fram ett förslag för att kunna ha kvar elefanterna i Sverige, och inom tre månader få stöd för detta. Koehl lämnade då Skansen, och elefanternas skötsel övertogs av den tidigare elefantskötaren Ingvar Nylund, som hyrdes in för att sköta elefanterna fram till att de lämnade Skansen.[källa behövs]
Cirkustränaren Richard Chipperfield bjöds in till Stockholm, med avsikt att sälja elefanterna till honom, och han arbetade med dem en eller två dagar. Försäljningen kom inte till stånd på grund av kritik mot denna försäljning från organisationen Zoo-Check i England.

### Olika förslag för att kunna ha elefanterna kvar i Sverige
Det första projektet gick under namnet Projekt Djurgårdselefanter som i ett samarbete mellan Koehl, föreningen Rädda Skansens elefanter och  Henrik Waldenström som grundade Kungliga nationalstadsparken, syftade till att ge Nika och Shiva ett hägn på 25 000 kvm, och en tredjedel av Laduviken att bada i Fisksjöäng, i vid Fiskartorpet på Norra Djurgården.  Koehl och Velander ansökte för Projekt Djurgårdselefanter om en miljon från Stiftelsen B A Danelii donationsfond, vilken avsågs täcka kostnader uppvärmning av lokalen, foderkostnader för djuren, och två skötares uppehälle under ett år. Projektet offentliggjordes i ett mittuppslag i Dagens Nyheter men fick i slutändan inget stöd av Ståthållarämbetet som ägde området.
Efter att detta projekt misslyckats, och halva tiden gått, besökte Koehl under nästföljande en och en halv månad, ett tjugotal platser i Stockholmsområdet. Ingen av dessa lokaler erbjöd dock förutsättningar att tillmötesgå Jordbruksverkets krav.
Efter att de utlovade tre månaderna gått bedömde Skansens styrelseordförande Lennart Sandgren att Dan Koehl misslyckats, varvid skötaren förlorade sitt arbete.

### Flytten till England
Skansen identifierade en djurpark i England, i Cricket St. Thomas i Somerset, vars ägare erbjöds att ta emot elefanterna gratis. Efter flytten kom Shiva att avlivas efter ett år. År 1999 såldes Nika/Gobi med andra elefanter från parken vidare till Estepona Selwo safaripark i Spanien. Det är oklart om Nika nådde denna park, i varje fall levande, då hennes officiella dödsdatum är ankomstdatum för de andra tre elefanterna. 
Georg Cederskog gjorde i Expressen en  uppföljning av hur Nika och Shivas nya liv i England gestaltade sig, i en kritisk artikel som visade det lilla stallet med brädväggar, och elefanterna åter uppkedjade i fyra ben. DN skrev 24 juli 1992 en artikel med namnet Grönbete glädjer elefanter. Nika och Shiva har större ytor att röra sig på än tidigare.

### Efterspel
Den 23 oktober 2015, 25 år efter flytten av elefanterna till England, sände SVT Nyheter ett inslag av Anders Nordqvist med namnet Skansen-elefanterna engagerade hela Sverige. I sändningen visades gamla filmer med Bambina och Sven Borg, filmer från promenader på Djurgården och bad i Djurgårdsbrunnskanalen. Vidare skildrades Borgs avsked av Nika före flytten och Köhls minnen från historien.

## Elefanthuset idag
I det tidigare elefanthuset bor numera apor av arten östlig svartvit guereza.